# جان کازال
جان هالند کازال (به انگلیسی: John Holland Cazale) (۱۲ اوت ۱۹۳۵–۱۲ مارس ۱۹۷۸) بازیگر فیلم و تئاتر آمریکایی بود.
جان کازال تا پیش از آن که در سال ۱۹۷۸ در سن ۴۲ سالگی بر اثر سرطان از دنیا برود، تنها در پنج فیلم بازی کرد (در مدت شش سال) که دو فیلم اول پدر خوانده در میان آن‌ها بود، اما هر پنج فیلم شامل بعدازظهر سگی، مکالمه و شکارچی گوزن نامزد دریافت جایزه اسکار بهترین فیلم شدند. بازیگر تحسین‌شده تئاتر با پنج فیلم نام خود را به عنوان یکی از مطرح‌ترین بازیگران نقش‌های مکمل در هالیوود مطرح کرد. شروع کار او با پدرخوانده کاپولا بود که در آن به نقش شخصیت درمانده فردو، عضو ضعیف‌النفس خانواده کورلئونه ظاهر شد.
تهیه‌کننده تئاتر جوزف پاپ کازال را «هوشی شگفت‌امیز، انسانی فوق‌العاده، و هنرمندی دقیق و متعهد» توصیف کرده‌ است.
مستندی در مورد کازال با عنوان می‌دانم که تو بودی به کارگردانی ریچارد شپارد در سال ۲۰۰۹ در جشنواره فیلم ساندنس اکران شد. در این مستند مصاحبه‌هایی با پاچینو، استیو بوشمی، مریل استریپ، رابرت دنیرو، جین هکمن، ریچارد درایفس، فرانسیس فورد کوپولا، و سیدنی لومت انجام گرفته‌است.
کازال در ۳ صبح دوشنبه ۱۲ مارس ۱۹۷۸ در اثر سرطان ریه درگذشت. شریک زندگی وی مریل استریپ در تمام دوران بیماری در کنارش بود. کازال در ملدن، ماساچوست به خاک سپرده شد.
دوازده سال پس از مرگش، کازال در ششمین فیلمش پدرخوانده: قسمت سوم (۱۹۹۰) از طریق تصاویر آرشیوی حضور یافت. پدرخوانده: قسمت سوم هم نامزد اسکار بهترین فیلم شد.

## فیلم‌ها
- پدرخوانده (۱۹۷۲)
- مکالمه (۱۹۷۴)
- پدرخوانده: قسمت دوم (۱۹۷۴)
- بعدازظهر سگی (۱۹۷۵)
- شکارچی گوزن (۱۹۷۸)